# 風の三角形

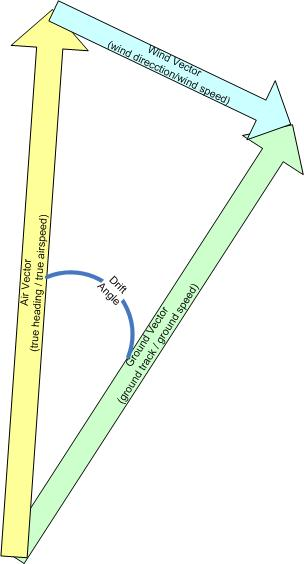
風の三角形は、航空航法に使用される速度ベクトルの関係をグラフィカルに表す。

風の三角形（かぜのさんかくけい、かぜのさんかっけい、英:wind triangle）とは航空航法における航空機の動きと風の関係を図で表した3つのベクトルを持つ空間ベクトル図である。

## 概要
これは推測航法で広く使用されている。
- 空気ベクトルは大気中を飛行する航空機の動きを表し、真対気速度と真方位で表される。
- 風ベクトルは地面上の大気の動きを表す。これは、風速と風向の逆数で表されます。従来の風向によって風からある方向として与えられることに注意しなければならない。風の三角形のようなベクトル図では風向は風が吹いている方向から180度異なる方向として記載されなければならない。
- 地上ベクトルは地面と航空機の動きを表す。それは次のように記述されたグランド・トラックと対地速度。地面ベクトルは、空気ベクトルと風ベクトルを代数的に加算した結果である。

風の三角形は、航空航法で使用される量の間の関係を表す。 3つのベクトルのうちの2つ、または6つの成分のうちの4つがわかっている場合、残りの量を計算で導き出すことができる。解決すべき問題の3つの主要なタイプは下記の通り。
1. 地上ベクトルを求める。飛行計器を読み取ることによって真対気速度と真対気速度がわかっている場合、および気象予報または飛行中の決定から風向と速度がわかっている場合に発生する。
2. 風ベクトルを求める。飛行計器を読み取ることによって機首方位と真対気速度を決定でき、対地速度が航空機の2つの確立されたポイント間の方向と距離を測定するか、ドリフト角を決定することによって見つけることができる場合に発生する。地面を基準とした対地速度である。
3. 真の方位と対地速度を求める。飛行計画中または飛行中に、実際の飛行方向と、到着予定時刻を計算するための対地速度を決定する必要がある場合に発生する。

風の三角形の方程式を解く旧来のグラフィカルを示す。既知のベクトルは、分度器と仕切りを使用して航空図の上で縮尺どおりに適切な方向に描画される。未知の量は、同じツールを使用してチャートから読み取られる。あるいは専用に作られた計算尺であるE6Bフライトコンピューターを使用して、風の三角形の方程式をグラフィカルに解くことができる。
高度なナビゲーション機器を搭載した航空機ではエア・データ・コンピュータ（ADC）、慣性航法システム（INS）、全地球測位システム（ GPS ）などからの入力を使用して、飛行管理システム（FMS）によって風の三角形への対応が自動的に処理される。パイロットは風の三角形を意識することなくVOR 、 DME、ADFなどの計器に表示される値に従うだけで良く必要な修正は自動で行われるようになっている。